# Internet ở Bắc Triều Tiên
Cộng hòa Dân chủ Nhân dân Triều Tiên (còn gọi là Triều Tiên hoặc Bắc Triều Tiên) gần như cô lập hoàn toàn với phần còn lại của thế giới, mặc dù có mạng di động công cộng nhưng quốc gia này không có mạng dữ liệu băng thông rộng. Có đường Internet vệ tinh từ BGAN và Thuraya cho phép tốc độ tải xuống 492 kbit/s và tải lên 400 kbit/s, tuy nhiên rất khó để kéo mạng lậu từ đường truyền vệ tinh này về. Một quán Internet công cộng ở Bình Nhưỡng và các khách sạn cao cấp sử dụng Internet vệ tinh để phục vụ khách hàng.
Theo một bản báo cáo năm 2009, rất nhiều người Triều Tiên chưa bao giờ nghe tới Internet, mặc dù có một số tổ chức tin tặc chính phủ kết nối Internet qua đường truyền của Trung Quốc. Tự ông Kim Chính Nhật nhận mình là một "chuyên gia Internet" đã nói rằng mình "rất thích lướt mạng".

## Số lượng tài nguyên Internet
Phần lớn tài nguyên Internet của Triều Tiên được đặt ngoài lãnh thổ, nhưng kể từ tháng 10 năm 2010 có một số host đã được đặt trong nước. Tại URI http://175.45.176.14/%5B%5D người ta có thể đọc các bản tin bằng tiếng Anh và tiếng Tây Ban Nha của KCNA. Địa chỉ IP là một phần của /24 netblock, của một công ty Triều Tiên mang tên Star Joint Venture đăng ký, 2009-12-21. Tiền tố do AS131279 cấp (thường là 4 byte ASN dễ nhớ)  gulp.

## Các trang mạng của Triều Tiên
Có khoảng 30 trang mạng, như Ấn bản Triều Tiên 15 tháng 6 Lưu trữ ngày 7 tháng 3 năm 2016 tại Wayback Machine (Hangul: 조선륙일오편집사), Rodong Sinmun của Đảng Lao động Triều Tiên và www.kcckp.net/en, Lưu trữ ngày 28 tháng 8 năm 2010 tại Wayback Machine do chính phủ Triều Tiên điều hành. Cảnh sát Hàn Quốc đã nhận dạng 43 trang mạng hướng đến người dùng Triều Tiên có máy chủ đặt tại nước ngoài. Cảnh sát báo cáo rằng các trang mạng này tập trung kể tội Hàn Quốc và các quốc gia phương Tây, đồng thời vẽ nên hình ảnh Triều Tiên như một tương lai tươi sáng. Theo The Dong-a Ilbo, các trang nước ngoài này gồm: Joseon Tongsin (KCNA) và Guk-jeonseon ở Nhật Bản, Thống nhất Arirang  (Arirang là dân ca Triều Tiên) ở Trung Quốc, Minjok Tongsin ở Hoa Kỳ và 12 trang mạng mới cho người Triều Tiên được lập nên, gồm cả "Mạng lưới Triều Tiên".
Vào tháng 9 năm 2007 tên miền cấp cao nhất .kp được tạo ra, dùng cho các trang mạng kết nối với chính phủ CHDCND Triều Tiên.

### Trang mạng thương mại
Năm 2002, một số người Triều Tiên cộng tác với một công ty Hàn Quốc, khởi chạy một trang đánh bạc nhắm đến các khách hàng Hàn Quốc (đánh bạc trực tuyến là bất hợp pháp ở Hàn Quốc), nhưng sau đó đã bị đóng cửa.
Vào cuối năm 2007, Triều Tiên cho chạy trang mạng bán hàng trực tuyến đầu tiên mang tên Chollima, liên doanh với một công ty Trung Quốc vô danh.
Air Koryo có trang facebook chính thức. Được đánh giá là thân thiện hơn do không có chính trị trong đó.

## Điều lệ Internet của Hàn Quốc
Người dùng Internet Hàn Quốc phải tuân thủ Luật Trao đổi với CHDCND Triều Tiên (mục 9 đoạn 2) và được Bộ Thống nhất phê chuẩn cho phép mới được liên hệ với Triều Tiên thông qua trang mạng của họ.